# Nowospassk (obwód nowosybirski)
Nowospassk (ros. Новоспасск) – wieś (sieło) w Rosji, w obwodzie nowosybirskim, w rejonie barabińskim. W 2010 liczyła 576 mieszkańców.